# John Campbell Merriam

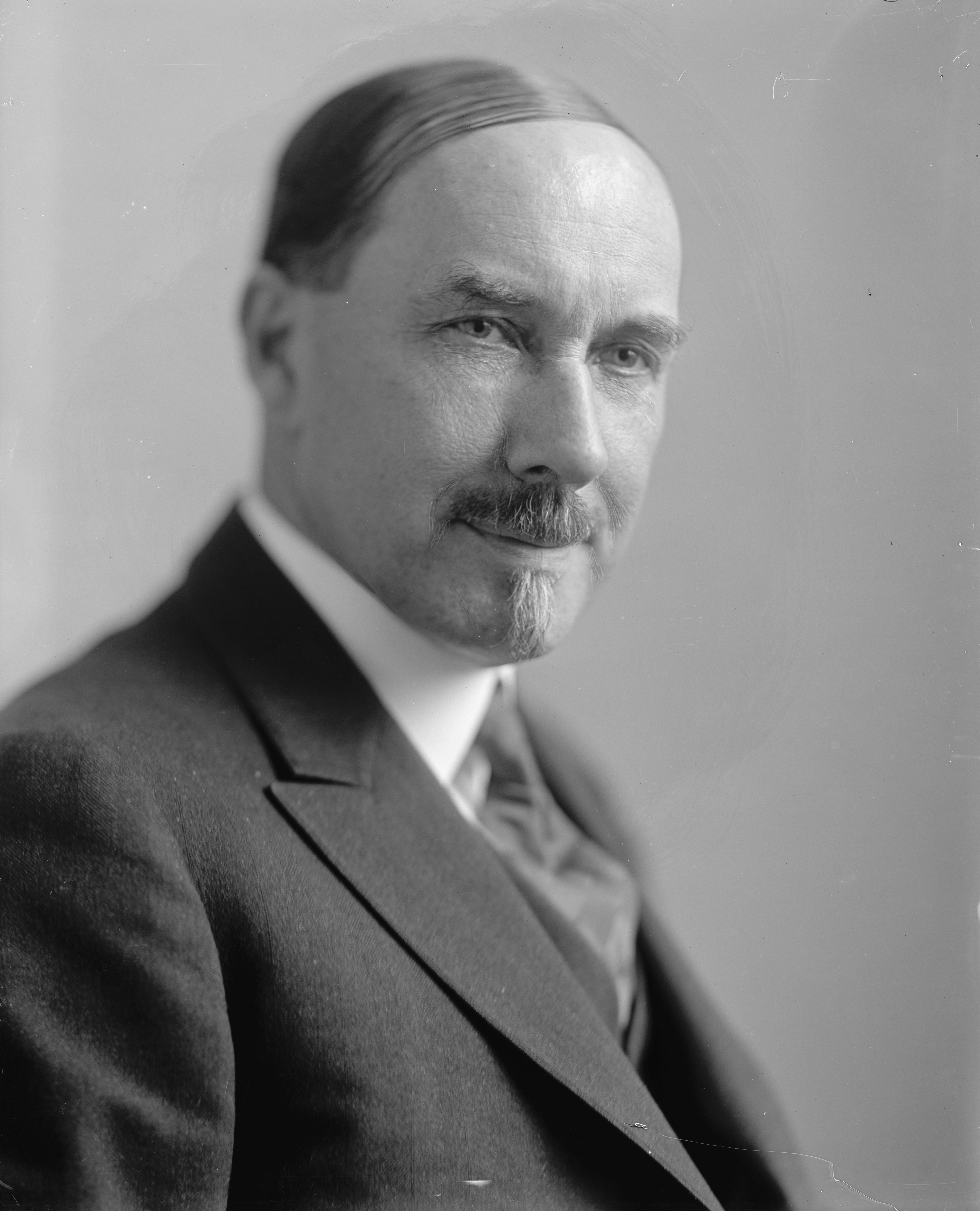
John Campbell Merriam (1905)

John Campbell Merriam (* 20. Oktober 1869 bei Hopkinton in Iowa; † 30. Oktober 1945 in Oakland (Kalifornien)) war ein US-amerikanischer Paläontologe. Er war Professor an der University of California, Berkeley.

## Leben
Merriam war der Sohn eines Ladenbesitzers und Postmeisters und sammelte schon in seiner Jugend Fossilien. Sein Bruder Charles Edward Merriam wurde Politikwissenschaftler in Chicago. Merriam besuchte das Lenox College mit dem Bachelor-Abschluss und studierte Geologie und Botanik an der University of California, Berkeley (wo Joseph LeConte sein Lehrer war), und Paläontologie an der Universität München bei Karl Alfred von Zittel, wo er über marine mesozoische Reptilien promoviert wurde (Über die Pythonomorphen der Kansas-Kreide, erschienen in Palaeontographica 41, 1894, 1–39). Nach der Rückkehr 1894 wurde er Paläontologe in Berkeley, zunächst Instructor, später Professor. Er fand eine Mäzenin in Annie Montague Alexander, die seine Ausgrabungen am Fossil Lake in Oregon (1901), am Mount Shasta und Ichthyosaurier-Ausgrabungen in der West Humboldt Range in Nevada (1905) finanzierte und daran teilnahm. 1912 erhielt er den Lehrstuhl für Paläontologie in Berkeley. Besonders bekannt wurde er durch die Bearbeitung der Säugerfunde in den Teergruben von La Brea, speziell des Smilodon. 1920 wurde er Präsident der Carnegie Institution in Washington D.C. 1938 ging er in den Ruhestand.
Neben La Brea befasste er sich intensiv mit der Fossilfundstätte John Day Basin in Oregon. Er befasste sich sowohl mit Wirbellosen (z. B. tertiäre Mollusken in Vancouver Island) als auch mit Wirbeltier-Paläontologie.
Er war auch als Naturschützer aktiv und war 1918 Mitgründer einer Gesellschaft zum Schutz von Mammutbäumen in Kalifornien (Save the Redwoods League). Auch in Washington bei der Carnegie Institution war er in Fragen von Naturschutz und Nationalparks aktiv. Er veröffentlichte auch philosophische Bücher und war Gründungsmitglied der Galton Society, die in der Eugenik aktiv war.
Merriam war Mitglied der National Academy of Sciences, der American Philosophical Society und der American Academy of Arts and Sciences (1921). 1919 war er Präsident der Geological Society of America, 1910 der Paleontological Society und 1936 der American Society of Naturalists. Er war mehrfacher Ehrendoktor.

## Schriften
- Preliminary note on a new marine reptile from the Middle Triassic of Nevada. Bulletin of the Department of Geology at the University of California 5,5, 1906, S. 75–79
- The skull and dentition of a primitive ichthyosaurian from the Middle Triassic. University of California Publications, Bulletin of the Department of Geology at the University of California 5, 24, 1910, S. 381–390
- The living past, Scribner 1930
- The garment of God, Scribner 1943